# أوليفر والاس
أوليفر والاس (بالإنجليزية: Oliver Wallace)‏ (و. 1887 – 1963 م) هو ملحن، وموسيقي، وموزع (موسيقى)، ومؤلفو موسيقى تصويرية من المملكة المتحدة، والولايات المتحدة، ولد في لندن، يستخدم آلات أورغن، بدأ مشواره المهني سنة 1911، توفي في بربانك، كاليفورنيا، عن عمر يناهز 76 عاماً.

## جوائز وترشيحات
حصل على جوائز منها:
جوائز
- دزني ليجندز (2008)
- جائزة الأوسكار لأفضل نتيجة موسيقي أصلية [الإنجليزية]‏، عن عمل: دمبو

ترشيحات
- جائزة الأوسكار لأفضل نتيجة موسيقي أصلية [الإنجليزية]‏، عن عمل: أليس في بلاد العجائب
- جائزة الأوسكار لأفضل نتيجة موسيقي أصلية [الإنجليزية]‏، عن عمل: سندريلا

ترشح لـ:
- جائزة الأوسكار لأفضل نتيجة موسيقي أصلية  [لغات أخرى]‏، عن عمل: دمبو
- جائزة الأوسكار لأفضل نتيجة موسيقي أصلية  [لغات أخرى]‏، عن عمل: أليس في بلاد العجائب
- جائزة الأوسكار لأفضل نتيجة موسيقي أصلية  [لغات أخرى]‏، عن عمل: سندريلا
- جائزة الأوسكار لأفضل موسيقى تصويرية دراماتيكية أو كوميدية أصلية، عن عمل: Victory Through Air Power (film) [الإنجليزية]‏
- جائزة الأوسكار لأفضل موسيقى تصويرية دراماتيكية أو كوميدية أصلية، عن عمل: White Wilderness (film) [الإنجليزية]‏.

## وصلات خارجية
- أوليفر والاس على موقع IMDb (الإنجليزية)
- أوليفر والاس على موقع الموسوعة البريطانية (الإنجليزية)
- أوليفر والاس على موقع ميوزك برينز (الإنجليزية)
- أوليفر والاس على موقع قاعدة بيانات برودواي على الإنترنت (الإنجليزية)
- أوليفر والاس على موقع ديسكوغز (الإنجليزية)
- أوليفر والاس على موقع قاعدة بيانات الفيلم (الإنجليزية)
- أوليفر والاس في قاعدة بيانات الأفلام على الإنترنت